# Murang’a County
Murang’a County (bis 2010 Murang’a District) ist ein County in Kenia. Die Hauptstadt des Countys ist Murang’a. Das County hat 1.056.640 Einwohner (2019) und eine Fläche von 2325,8 km².

## Geografie und Klima
Das Murang’a County liegt auf einer Höhe zwischen 914 m über dem Meeresspiegel im Osten und 3353 m über dem Meeresspiegel am Rand der Aberdare Range. Ein Achtel der Fläche ist bewaldet, der Wanjerere Forest an der Aberdare Range erstreckt sich über etwa 174 km². Im Tiefland im Osten liegen die Höchsttemperaturen zwischen 26 °C und 30 °C, die Tiefsttemperaturen zwischen 14 °C und 18 °C, im Hochland im Westen kann die Temperatur bis auf 6 °C fallen.

## Gliederung
| Sitz der Behörde | Typ      |
| ---------------- | -------- |
| Murang’a         | Gemeinde |
| Kangema          | Stadt    |
| Murang’a County  | County   |

| Division | Einwohner (1999) | Hauptstadt |
| -------- | ---------------- | ---------- |
| Kiharu   | 084.868          | Murang’a   |
| Kahuro   | 092.104          |            |
| Kangema  | 061.182          |            |
| Mathioya | 105.139          |            |
| Gesamt   | 343.293          | —          |

Das County ist in drei Wahlbezirke (Mathioya, Kiharu und Kangema) unterteilt, stellt aber vier Abgeordnete für das Parlament.

## Infrastruktur

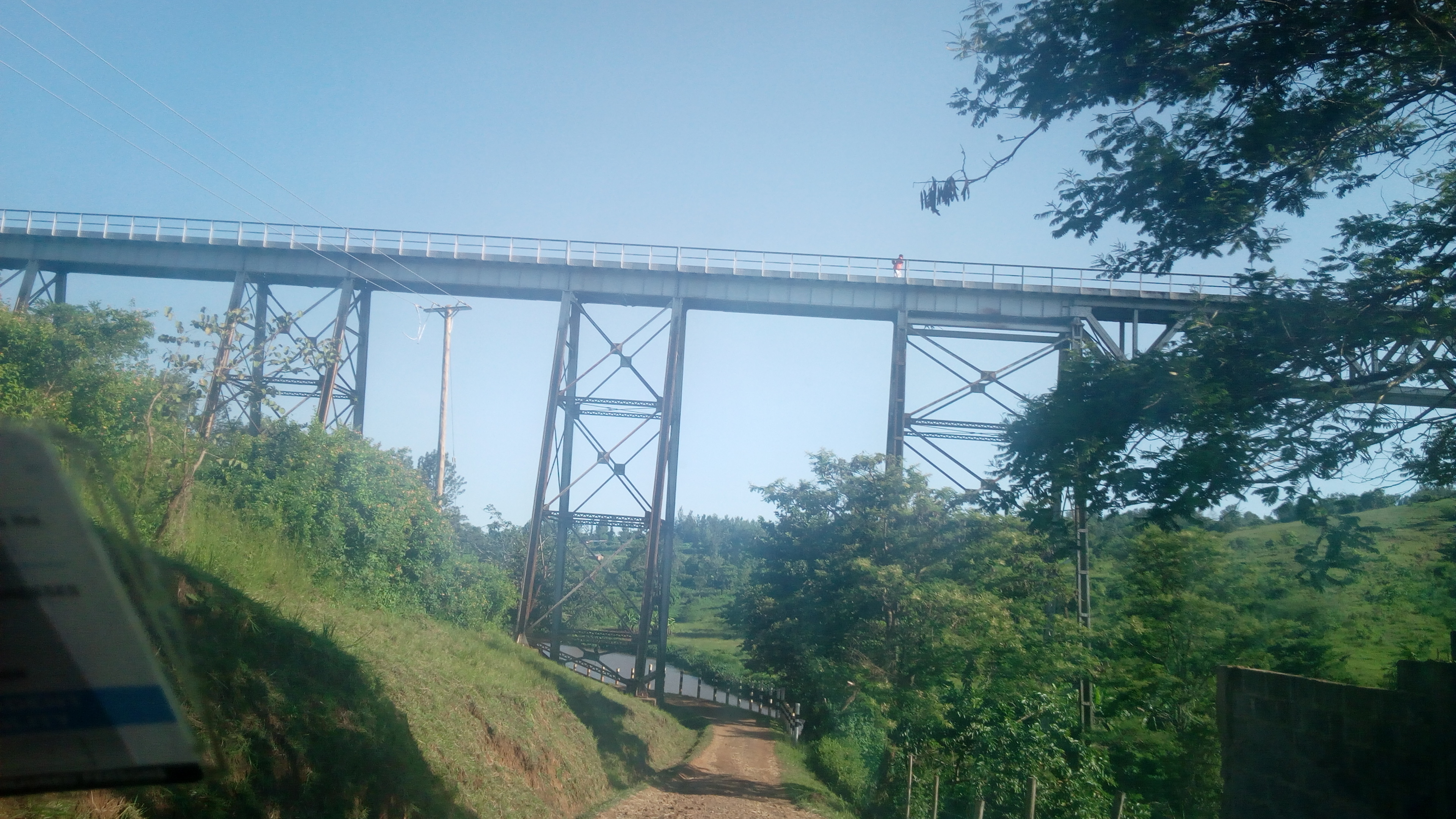
Eisenbahnbrücke über den Maragua

Das Murang’a County verfügt über 792 km Straßennetz, 20 km Bahnschienen mit einem Bahnhof, sieben Hauptpostämter und acht kleinere Poststationen. Der County verfügt über mehr als 340 Schulen.

## Landwirtschaft und Viehzucht

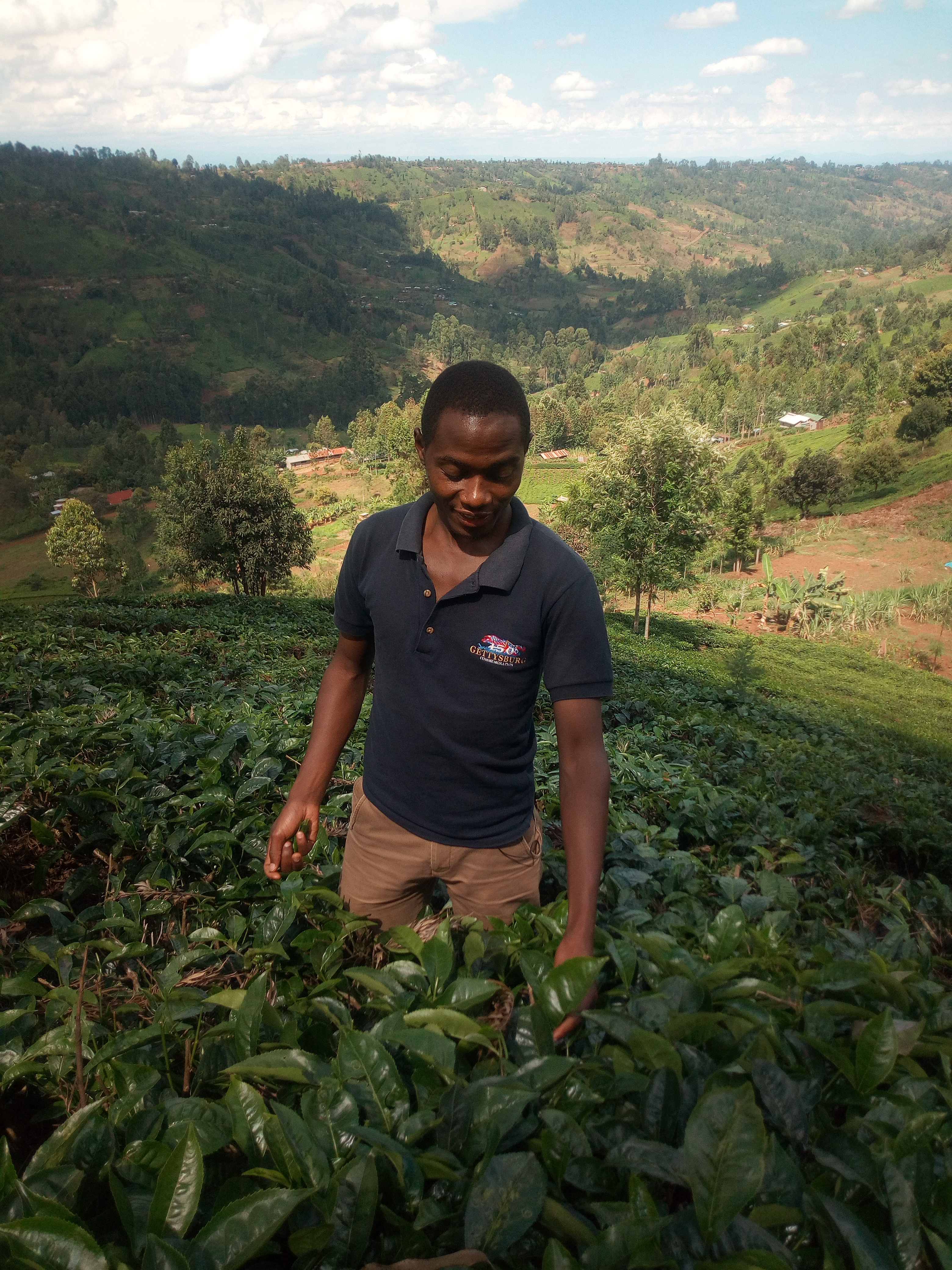
Teeplantage in Murang’a County

Die Menschen im Murang’a County leben hauptsächlich von der Landwirtschaft. Es werden hauptsächlich Tee, Kaffeebohnen, Mais, Macadamias und Baumwolle angebaut, aber auch Mangos, Bohnen, Schnittblumen und Kartoffeln.
Als Nutzvieh werden hauptsächlich Rinder, zum Beispiel Ayrshire-, Holstein- und Guernsey-Rinder, gehalten. Daneben Haushühner und Hausziegen, im Tiefland verbreitet Zebus.

## Flora und Fauna
Im Murang’a County gibt es zwei große Wälder, den Wanjerere Forest an der Aberdare Range und den Kiambicho Hills Forest im Tiefland. Auf über 11.000 Hektar Staatswald wachsen unter anderem Tabernaemontana, Prunus africanum, Croton, Maulbeer-Feigen, Grevilleen und Eukalypten. Über 170 Baumschulen kümmern sich um die Wiederaufforstung im County.
Im ganzen Murang’a County sind Grüne Meerkatzen sehr verbreitet. Es leben dort außerdem Elefanten, Büffel, Bongos, Spitzmaulnashörner, Löwen, Leoparden, Schimpansen und Hyänen, vereinzelt Krokodile, Flusspferde, Weißkehlmeerkatzen, Paviane und Landschildkröten.